# ويس ستيوارت
ويس ستيوارت (28 فبراير 1945 في جامايكا - ) (بالإنجليزية: Wes Stewart)‏ هو لاعب كريكت بريطاني. لعب مع نادي مقاطعة ميدلسكس للكريكت ‏ ونادي مقاطعة غلوستر للكريكت ‏.

## وصلات خارجية
- ويس ستيوارت على موقع إي آس بي آن كريك إنفو (الإنجليزية)